# 聖座—伊拉克庫爾德斯坦關係
聖座與伊拉克庫爾德斯坦關係是指聖座與伊拉克庫爾德斯坦地區之間的雙邊關係，雙方都沒有向對方派駐代表，但雙方的領袖之間曾經進行過交流。

## 歷史
庫爾德斯坦地區總統馬蘇德·巴爾扎尼分別在2005年11月、2011年2月和2014年5月在梵蒂岡城與教宗若望·保祿二世、教宗本篤十六世和教宗方濟各進行正式訪問。
2015年3月，巴爾扎尼向教宗方濟各討論庫爾德地區的人道主義危機，又請求教宗鼓勵國際社會對庫爾德斯坦地區提供人道援助。教宗向庫爾德斯坦地區捐款，以援助當地流離失所的基督教徒。同月，包括費爾南多·斐洛尼樞機在內的萬民福音部代表團作為教宗特使訪問庫爾德斯坦地區首府埃爾比勒，是繼2014年8月第二次到當地進行訪問。 
2016年，教宗方濟各向埃爾比勒一家天主教慈善機構捐贈了11萬美元，用於為患有慢性疾病的伊拉克難民提供藥品，以及通過國際組織「援助有需要教會」向流離失所的伊拉克基督徒捐款。